# Кабул (аеропорт)
Міжнародний аеропорт Кабула імені Хаміда Карзая ((пушту: د حامدکرزی نړيوال هوائي ډګر, дарі: میدان هوائی بین المللی حامدکرزی) також відомий як Хваджа Роеш) — найбільший міжнародний аеропорт Афганістану, головні повітряні ворота Кабула. Є базовим для національних авіакомпаній: Ariana Afghan Airlines, Kam Air, Safi Airways. У жовтні 2014 року Кабінет міністрів Афганістану затвердив пропозицію верхньої палати Національної асамблеї Афганістану про присвоєння аеропорту Кабула імені колишнього президента Афганістану Хаміда Карзая. Влітку 2021 року летовище стало місцем конфлікту після наступу Талібану, захоплення Афганістану та Кабула і масових спроб жителів країни покинути її.

## Історія
Аеропорт Кабула був побудований інженерами з СРСР. У той час Афганістан намагався наздогнати інші розвинені країни у всіх сферах, в тому числі і в туризмі. За рахунок транзитних рейсів уряд планував приймати мандрівників з США, Індії та Європи. Плани держави зірвалися в 1979 року, коли почалася громадянська війна. Під час війни, аеропорт використовувався президентом Наджибулою й СРСР до моменту виведення військ СРСР із країни.
1992 аеропорт потрапив до рук моджахеддинів, вони керували ним протягом кількох років, поки ним не заволодів Талібан.
Після терактів у США 11 вересня 2001 року в Афганістан увійшли війська НАТО. Через місяць аеропорт Кабула був зруйнований Збройними силами США разом з літаками, що знаходилися на стоянках аеродрому.
У 2006 році уряд Афганістану прийняв проект відновлення та розвитку аеропорту. На допомогу прийшла Японія. План передбачав будівництво нового сучасного терміналу вартістю $35 млн, збільшення пасажирообігу до 100 000 до 2011 року.
Новий міжнародний термінал був відкритий 2 липня 2009 року у присутності президента Афганістану Хаміда Карзая. Старий термінал був відреставрований і використовується для виконання внутрішніх авіарейсів. У лютому 2010 року була встановлена нова радарна система, а до кінця року аеропорт привели до всіх міжнародних стандартів.

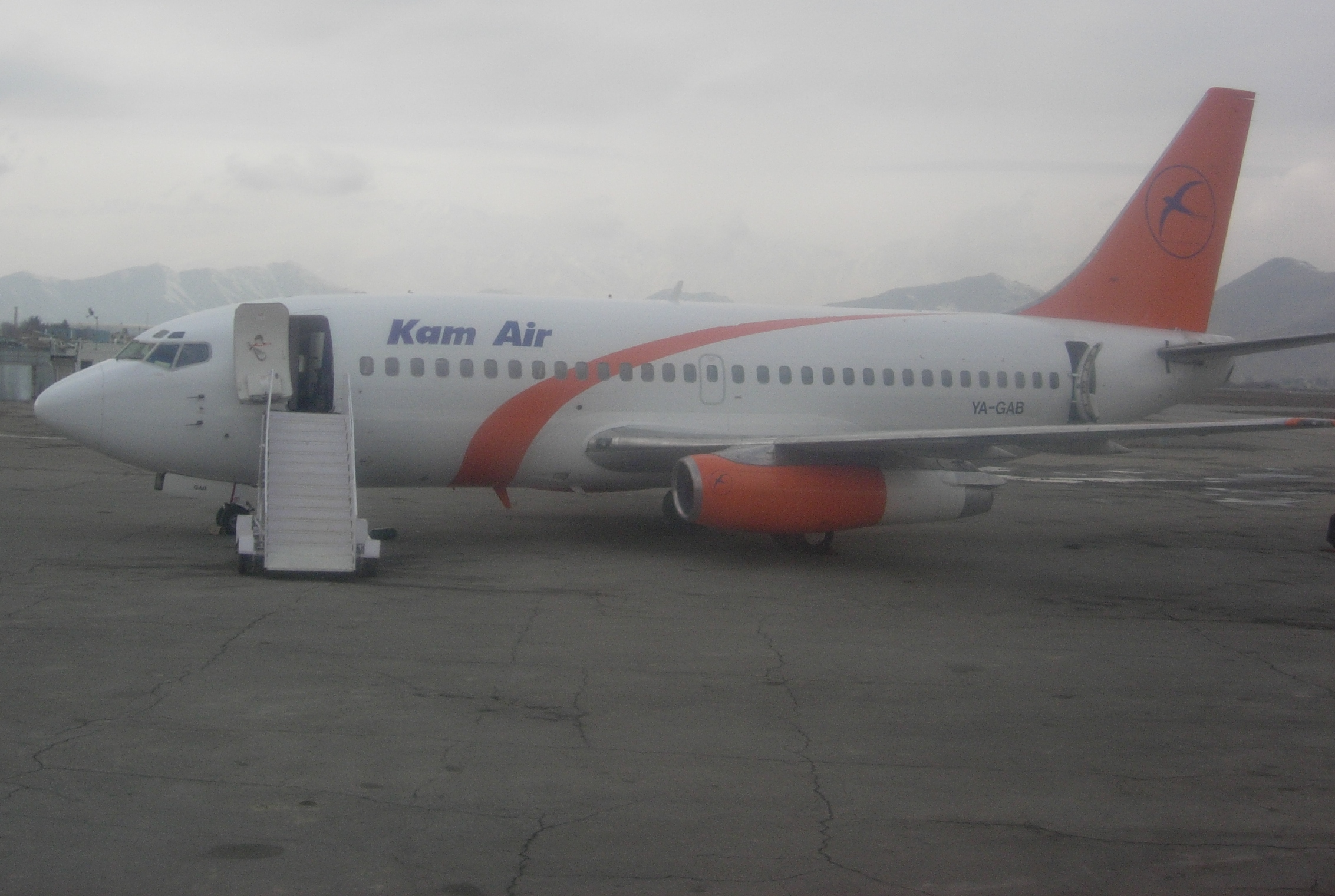
Літак «Кам Air» в аеропорту Кабула

У зв'язку з неспокійною ситуацією в Афганістані й Кабулі зокрема, безпеку аеропорту забезпечували Афганські повітряні сили й періодично — військові організації інших країн. У тому числі Іспанії, Болгарії, Польщі. Однак теракти все одно трапляються. Останній теракт до війни 2021 року стався 8 вересня 2009 року, в якому загинули 2 людини.
У липні 2021 року Кабул і майже весь Афганістан було захоплено бойовиками Талібану, тоді летовище Кабулу залишилося одним із двох місць, які принаймні частково контролювались війснками НАТО та США. Після численних жертв внаслідок стрілянини, розглядався варіант залишити летовище під контролем ООН після виводу військ НАТО і остаточної окупації країни Талібаном (за винятком спротиву в Панджшерській ущелині).

## Напрямки і авіакомпанії
| Авіакомпанія                    | Пункт призначення |
| ------------------------------- | --- |
| Ariana Afghan Airlines          | Анкара, Герат, Делі, Джидда, Дубай, Стамбул (Ататюрк), Кандагар, Мазарі-Шаріф, Москва (Шереметьєво), Тегеран, Урумчі, Франкфурт-на-Майні |
| Indian Airlines                 | Делі |
| Kam Air                         | Алмати, Герат, Делі, Дубай, Душанбе, Ісламабад, Кандагар, Мазарі-Шаріф, Мешхед, Пешавар, Урумчі                                          |
| Pakistan International Airlines | Ісламабад, Пешавар |
| Pamir Airways                   | Делі, Дубай, Герат, Файзабад |
| Safi Airways                    | Доха, Дубай, Герат, Кандагар, Кувейт, Мазарі-Шаріф, Франкфурт-на-Майні                                                                   |

### Вантажні перевезення
| Авіакомпанія                  | Пункт призначення |
| ----------------------------- | ----------------- |
| DHL International Aviation ME | Бахрейн, Сіялкот  |
| Emirates Sky Cargo            | Дубай             |

## Транспорт
Автобуси, таксі та приватні автомобілі забезпечують перевезення до та з аеропорту. Шосе на 4 смуги з'єднує аеропорт з Кабулом.